# Пэ Чжун Со
Пэ Чжун Со (род. 25 декабря 2000) — корейский тхэквондист, член сборной Южной Кореи. Двукратный чемпион мира, двукратный чемпион Азии.

## Карьера
С 2016 года выступает на международных соревнованиях по тхэквондо. В 2019 году Пэ выиграл золотую медаль в весовой категории до 54 кг на чемпионате мира в Манчестере. В 2021 году в Бейруте он стал чемпионом Азии в этой же категории. 
В 2022 году на чемпионате Азии по тхэквондо в Южной Корее стал чемпионом в весовой категории до 58 кг. На чемпионате мира 2022 года в Гвадалахаре стал бронзовым призёром.  
В 2023 году на чемпионате мира, который состоялся в Баку, в категории до 58 кг, Пэ Чжун Со стал двукратным чемпионом мира. В финальной схватке он одолел спортсмена из Белоруссии, выступающего в нейтральном статусе, Георгия Гурциева.